# Eupodotis senegalensis
El sisón senegalés (Eupodotis senegalensis) es una especie de ave otidiforme de la familia Otididae ampliamente distribuido por toda el África subsahariana.

## Subespecies
Se reconocen cinco subespecies de Eupodotis senegalensis:
- E. s. senegalensis - SW Mauritania a Guinea, república Centroafricana y s Sudán.
- E. s. canicollis - Etiopía a Kenia y NE Tanzania.
- E. s. erlangeri - S Kenia y W Tanzania.
- E. s. mackenziei - E Gabón a S Zaire, E Angola y W Zambia.
- E. s. barrowii - Botsuana a Transvaal, Suazilandia y E Provincia del Cabo.